# ジャージーシティ
ジャージーシティ（英語: Jersey City）は、アメリカ合衆国ニュージャージー州第2の都市であり、ハドソン郡の郡庁所在地。ハドソン川を隔ててニューヨーク市のロウアー・マンハッタン対岸に位置する。人口は29万2449人（2020年）で、西には州内最大都市のニューアークに隣接する。ジャージーシティがあるハドソン郡は「ニューヨーク市第6の区」と称されることもあると同時に、ニュージャージー州きっての港湾都市である。ダウンタウンは一時期荒廃したが近年では再開発が進み、ゴールドマン・サックス・タワーをはじめとする超高層ビルが建つなど商業都市として発展している。マンハッタンの対岸という地の利からジャージーシティに主要拠点を構える企業も多く、フォーブスなど本社を置く大企業も増えている。

## 歴史

### 草創期

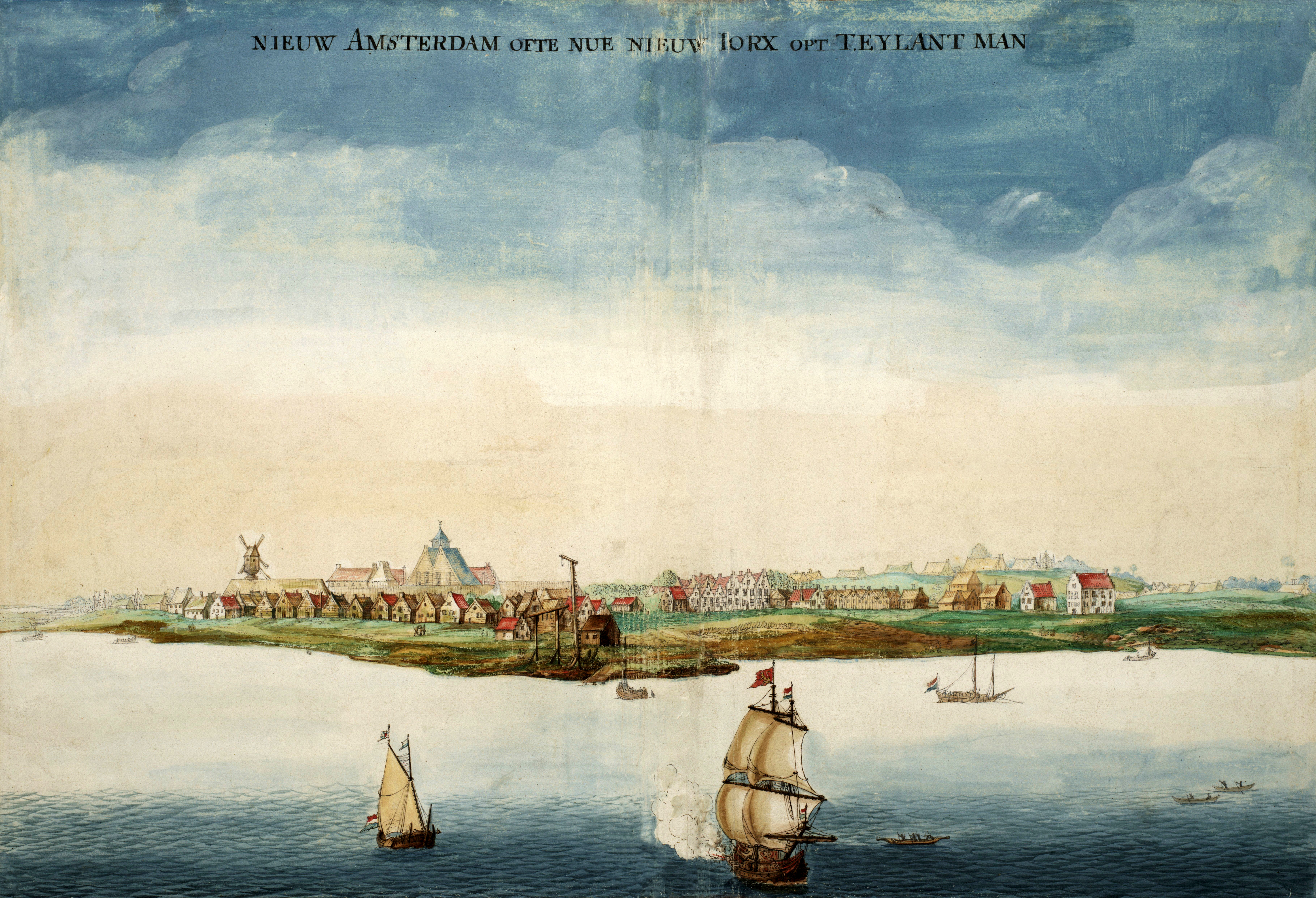
ニューアムステルダム（1664年）

古くは、この一帯の原野にはレナペ族のネイティブ・アメリカンが住んでいた。1609年、ヘンリー・ハドソンは東アジアに通ずる近道を求めてハドソン川河口のこの地にやってきたが、太平洋につながる航路は見つからなかった。ハドソンは一帯を探索し、アメリカ先住民と交易を行った後に母国オランダへ帰った。その後、オランダはこの一帯にニューネーデルラント植民地を建設した。1625年にはハドソン川東岸のマンハッタン島にニューアムステルダムが建設され、1630年には西岸に現在のジャージーシティおよびホーボーケンとなる入植地を建設するための土地がアメリカ先住民から購入された。この西岸の土地に入植が始まったのは1633年のことであった。やがてレナペ族とオランダ人入植者との関係は悪化し、1643年と1655年の2度に渡って入植地はレナペ族に破壊され、その一方でオランダ人入植者はレナペ族を虐殺した。
現在のジャージーシティとなる地域にはパボニア（Pavonia）、コミュニポウ（Communipaw）、ハーシムス（Harsimus）、パウルスフック（Paulus Hook）、ホーバック（Hoebuck）、アウィーハーケン（Awiehaken）などのオランダ人入植地が散らばっていた。最古の村は現在のベルゲン・スクエアに1660年に創設された。ジャージーシティに現存する最古の家は1742年に建てられたものである。やがて独立戦争が開戦すると、これらの町はイギリスの手中に収められていた。1779年8月19日には、パウルスフックは「ライトホース・ハリー」の異名を取るヘンリー・リーの攻撃を受けた。独立戦争が終わると、アレクサンダー・ハミルトンをはじめとするニューヨークやニュージャージーの住民はこの地域の開発に力を入れ、街路を整備し、現在のジャージーシティのダウンタウンの礎を作り上げた。19世紀に入ると、ジャージーシティは地下鉄道のルートの集積地的な役割を果たした。ニュージャージーを通る4本のルートがジャージーシティで合流していた。

### 市の創設と繁栄

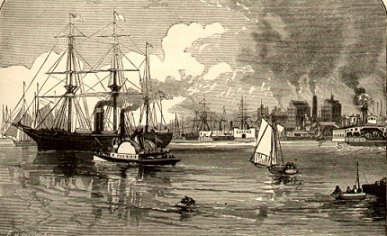
ハドソン川を行き交う船舶とジャージーシティの街並み（1890年）

1820年1月28日、ニュージャージー州法に基づいてシティ・オブ・ジャージー（City of Jersey）がノースベルゲンタウンシップから分離独立し、バーゲン郡の一部ではあったものの、正式な市となった。その後1829年と1838年の2度にわたって市は再組織され、現在のジャージーシティという市名になった。1840年2月22日には、ジャージーシティは新たに成立したハドソン郡の一部となった。
ジャージーシティは成長し、隣接する自治体を合併していった。1851年3月18日にはファン・フォースト・タウンシップを、1870年5月2日にはベルゲンシティとハドソンシティを、そして1873年2月4日にはグリーンビルを合併した。これらの合併によって、現在のジャージーシティの市域が確定した。
19世紀後半から20世紀前半にかけては、ジャージーシティは対岸のニューヨーク同様に港湾都市として、また工業都市として発展していった。アメリカ合衆国に入国する移民にとっては、ジャージーシティは初めて足を踏み入れる土地のひとつであった。第二次世界大戦前の全盛期においては、コルゲートをはじめとするジャージーシティ市内の工場ではドイツ系、アイルランド系、イタリア系の移民が多数働いていた。しかし、当時のジャージーシティにおける最大の雇用源は鉄道産業であった。1911年にハドソン川の下をくぐり、マンハッタンのペンシルベニア駅に通ずるペンシルベニア鉄道の長大な河底トンネルが完成するまでは、ジャージーシティのダウンタウンには同社のターミナルがあった。ペンシルベニア鉄道の乗客はこのターミナルからマンハッタンに向かうフェリーに乗り換えたり、ハドソン郡内各所やそれ以遠へと走るトロリーバスに乗り換えたりしていた。路面電車は1949年に廃止された。

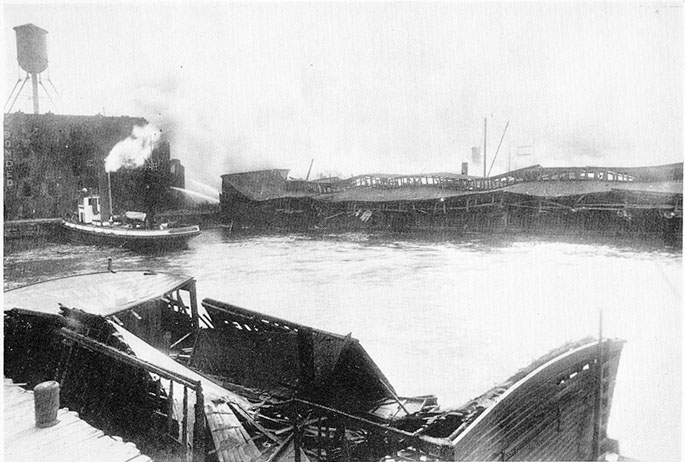
爆破事件直後のブラック・トム埠頭

しかし移民を受け入れて繁栄を続ける一方で、移民による事件も起こった。1916年7月30日、第一次世界大戦の最中、ジャージーシティ市内でブラック・トム大爆発と呼ばれる爆破テロ事件が起こった。連合国に火薬を使わせないようにするため、ドイツ人諜報員が破壊活動としてこの事件を起こしたのであった。この事件は死者7人、重軽傷者数百人を出し、被害総額は当時の物価で2,000万ドル（2007年現在換算3億6,500万ドル）に上った。
1930年には、ジャージーシティは316,715人の人口を抱え、ピークを迎えた。

### フランク・ハーグの時代
1917年から1947年の30年間にわたって、ジャージーシティはフランク・ハーグに牛耳られていた。ハーグは敵対者に鉄拳制裁を加える一方で、州知事、上院議員、裁判官を思うままに操った。ハーグは声が大きく、粗野であるばかりでなく、しばしば敵対する者を共産主義者呼ばわりすることもあった。警察もハーグが掌握していたため、ジャージーシティの市民はハーグに反することをできるだけ表に出さないようにしていた。
年収がわずか8,000ドルであったにもかかわらず、ハーグは億万長者のような暮らしをしていた。ハーグはジャージーシティの市内に14部屋のメゾネットタイプのアパートを所有し、マンハッタンの超高級ホテル、ウォルドルフ＝アストリアのスイートルームに泊まり、大西洋岸の避暑地ディールに宮殿のような夏の別荘を持ち、毎年ヨーロッパ旅行に出かけていた。1956年に死去した際、ハーグは1,000万ドルを超える資産を持っていた。
ハーグが去った後も、ジャージーシティの腐敗は続いた。1970年代に入るまでには都心の荒廃が進行し、富裕層が郊外へと逃げていく一方で、貧しい労働者層が流入してきた。ジャージーシティは犯罪率の上昇、市民の不安、政治的腐敗、経済危機に苛まれるようになった。1950年から1980年までの30年間で、ジャージーシティの人口は約75,000人減少した。1975年から1982年の間、ジャージーシティでは労働者の9%にあたる5,000人が職を失った。また、この時期には殺人や強姦など暴力犯罪が急増した。家賃が安かったために新規移民は入ってきたが、市内のほとんどの地区は荒廃、空き家/空き地化、あるいは放置されていた。

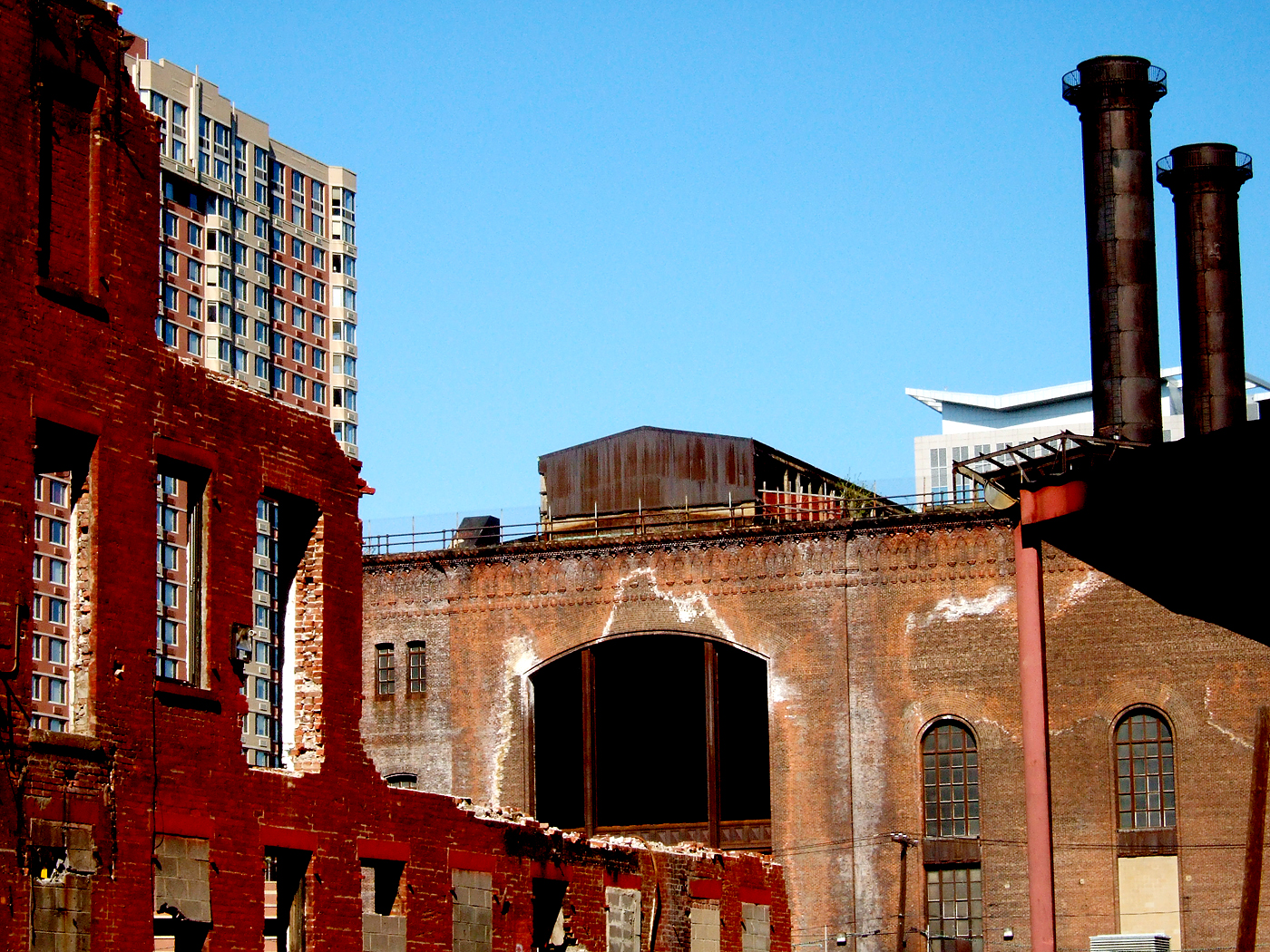
新築の高層アパートと工場の廃墟

### 再生
1990年代に入ると、ジャージーシティでも再開発が進み、人口と治安は回復し始めた。それまで空き家と化していた建物は改装され、ライトレールが走るようになるなど交通インフラが整備され、荒廃したダウンタウンにもジェントリフィケーションの波が急速に押し寄せた。環境と治安の回復と共に、マンハッタンで働くプロフェッショナルたちもジャージーシティに移住してくるようになった。特に2001年9月11日のアメリカ同時多発テロ事件以降は、ゴールドマン・サックス、チェース・マンハッタン、リーマン・ブラザーズ、メリルリンチといった大手金融機関がジャージーシティに拠点を置いたり、移したりするようになった。こうした変化により、ジャージーシティはビクトリア調の歴史的な建物を多く残しながらも、高さ238mのゴールドマン・サックス・タワーをはじめとする超高層のオフィスビルやアパートが建ち並ぶ、職住近接型の郊外都市として生まれ変わった。

## 地理

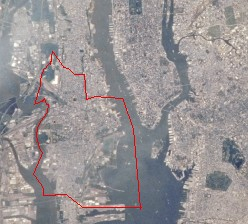
衛星写真。赤の線はジャージーシティの市境を示している。中央から上部（北側）に伸びる細長い陸地はマンハッタン。

ジャージーシティは北緯40度43分20秒 西経74度3分55秒 / 北緯40.72222度 西経74.06528度に位置している。市の東をハドソン川が流れている。ハドソン川を隔てた対岸はニューヨークのマンハッタンである。また、南にはベイヨンの町をはさんでスタテン島が浮かぶ。そうした位置関係から、ジャージーシティはしばしば「ニューヨークの第6の区」と称される。西にはニューアーク湾を隔てて州最大の都市ニューアークが位置している。北にはハドソン川西岸の交通の拠点となっているホーボーケンが隣接している。
アメリカ合衆国統計局によると、ジャージーシティは総面積21.1平方マイル (55 km2) である。このうち14.9平方マイル (39 km2) が陸地で6.2平方マイル (16 km2) が水域である。総面積の29.37%が水域となっている。ジャージーシティの市域面積は全米100大都市の中で最も狭い。そのため、人口密度は1 km2 あたり6,000人、1平方マイルあたり16,000人を超え、アメリカ合衆国の中規模以上の都市としては極めて高い数値になっている。 

## 都市概観

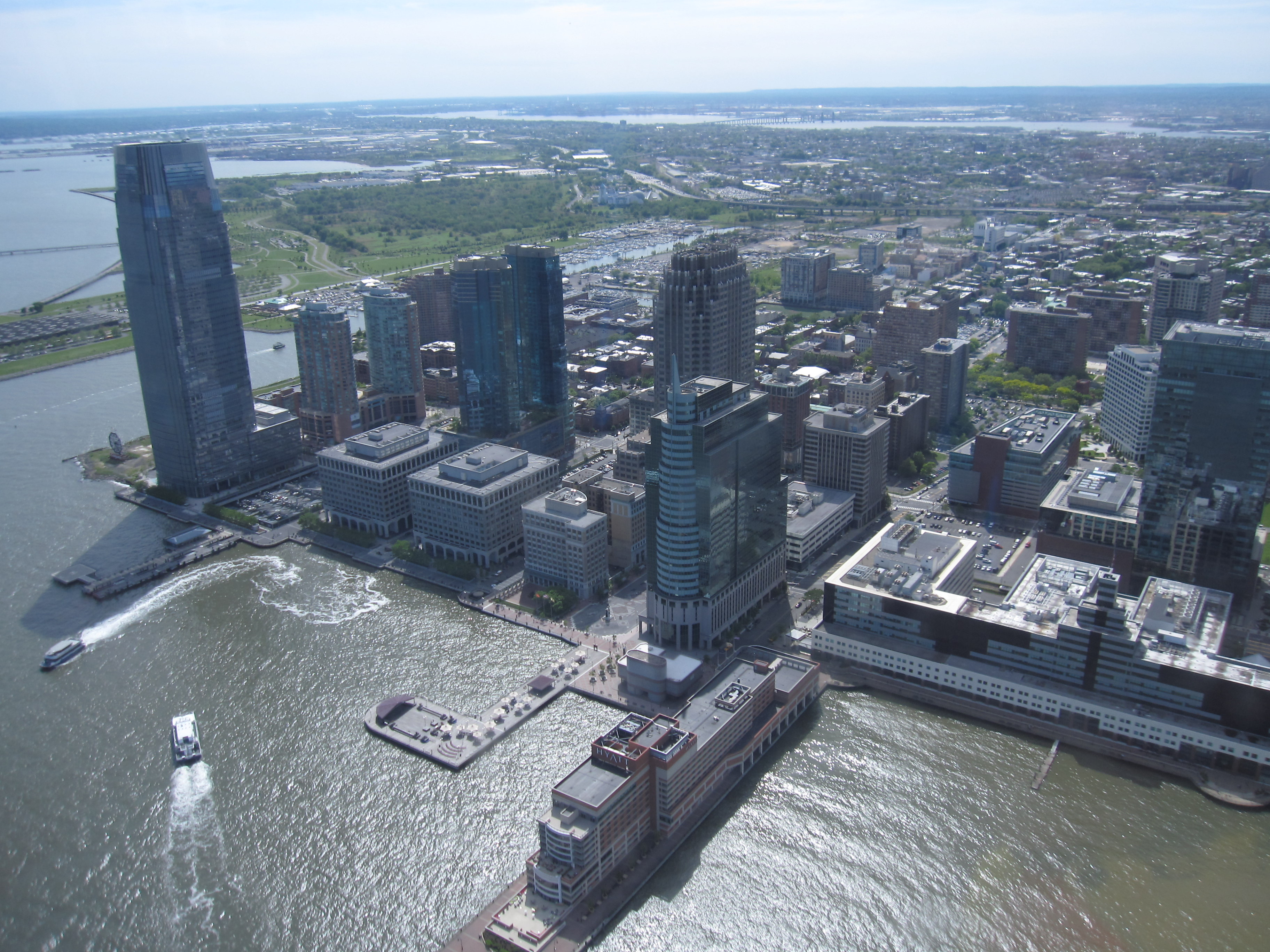
ジャージーシティのダウンタウン。左端はゴールドマン・サックス・タワー。

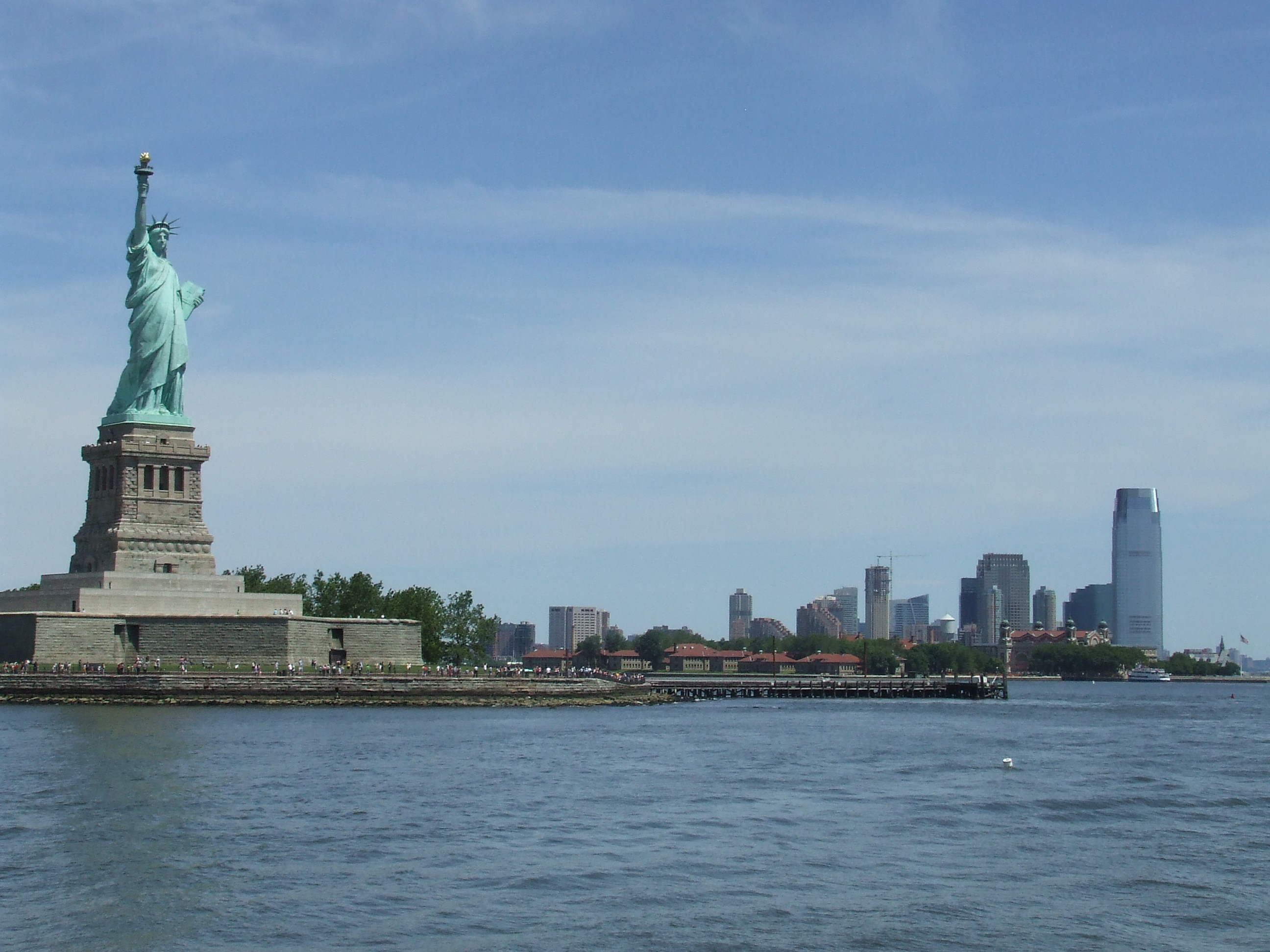
自由の女神像とジャージーシティ

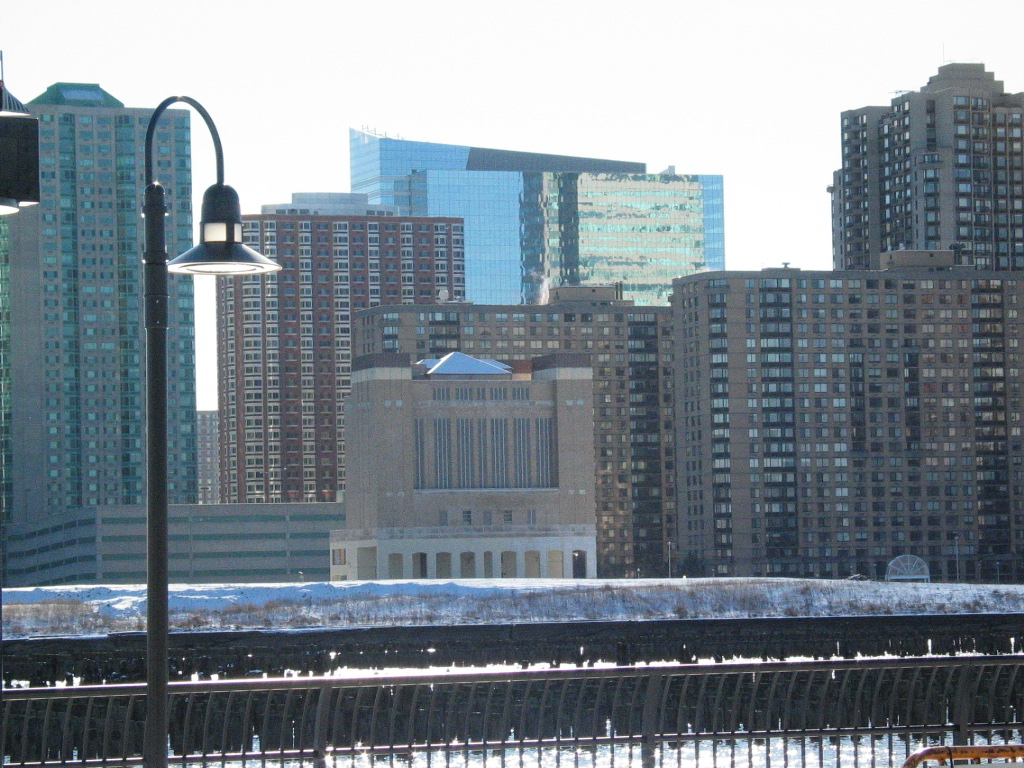
超高層アパートの林立するニューポート

ジャージーシティはダウンタウン、ジャーナル・スクエア、ウェストサイド、グリーンビル、ハイツ、ベルゲン・ラファイエットの6地区から成っている。それぞれの地区はさらに細かい小地区に分かれている。それぞれの小地区は都市美観や建築様式の面で若干異なっている。
ダウンタウンは市の東部、ホーボーケンとの市境からリバティ州立公園にかけてハドソン川沿いに発展している。1980年代までは荒廃していたが、その後ニューポートやエクスチェンジ・プレイスを中心に再開発がなされ、超高層アパートに混じってゴールドマン・サックス・タワーなどのオフィスビルも建ち並ぶ、職住近接の商業地区として再生を遂げている。ニューポートはかつての操車場を、エクスチェンジ・プレイスはかつてのペンシルベニア駅跡地を再開発したものである。一方、エクスチェンジ・プレイスの南に隣接するポールス・フックはレンガ造りの歴史的な街並みを保存している。
ダウンタウンの西に位置し、ダウンタウンと並ぶ商業中心地であったジャーナル・スクエアも、かつては荒廃していたが、ダウンタウン同様に再開発が進められている。しかしダウンタウンとは異なり、古くからの劇場を建て直し、中層アパートを中心とした住宅開発を行っている。また、同地区のパストレインの駅にはジャージーシティ最大のバスターミナルが設けられており、市内の公共交通のハブともなっている。
これらの地区を取り囲むその他の地区は主に住宅地になっている。その名の通り市西部から南西部にかけて広がるウェストサイドは民族構成の多様性に富んだ地区で、フィリピンやインド、西インド諸島系の雑貨屋が建ち並んでいる。市南部のグリーンビルはかつてフランク・シナトラが住んでいた地区であったが、廃屋が建ち並ぶ通りも多く、ジャージーシティの中では最も犯罪率の高い地区である。特にベイヨンとの市境に近いエリアの治安が悪い。ベルゲン・ラファイエットはこのグリーンビルとジャーナル・スクエアとに挟まれた地区である。ハイツは市の北西に広がる中所得者層の住宅街で、建ち並ぶ建物のほとんどは1棟に2-3世帯が住むタウンハウスである。

## 政治
ジャージーシティはニュージャージー州法のひとつであるフォールクナー法の下で市長制を採っている。市議会は6地区の代表各1名ずつとワイルドカード2名、および議長1名から成っている。2004年に当選したジェラミア・ヒーリー市長は、ニューヨーク市長マイケル・ブルームバーグとボストン市長トーマス・メニーノの主宰する、銃の不法所持の撲滅を狙う市長の連盟に参加している。
ジャージーシティ市域の大部分はアメリカ合衆国下院のニュージャージー第13選挙区に属している。このほか、市域の一部は第9選挙区や第10選挙区にかかっている。これら3つの選挙区では、いずれにおいても民主党が伝統的に強い。ニュージャージー州議会選挙においては、ジャージーシティは第31、第32、第33の3選挙区にまたがっている。

## 教育
ジャージーシティにはニュージャージーシティ大学（New Jersey City University、NJCU）およびセント・ピーターズ大学（Saint Peter's College）がキャンパスを構えている。両校ともウェストサイドに立地する。ハドソン郡コミュニティ・カレッジはジャーナル・スクエアにある。 このほか、フェニックス大学はニューポート地区に教室を有し、ラトガース大学はハーバーサイド・センターでMBAコースを開講している。
ジャージーシティのK-12課程はジャージーシティ公立学区の公立学校によって支えられている。ジャージーシティ公立学区は州内に31あるアボット学区のひとつに数えられている。アボット学区とは、学区内の公立学校における教育水準が低く、ニュージャージー州政府によって改善のための資金援助等を受けている学区のことである。その多くはジャージーシティやニューアーク、トレントン、カムデンなど都市部をカバーする学区である。
しかしそのような学区にあっても、優秀な学校は存在する。チャレンジャー号爆発事故で命を落とした宇宙飛行士、ロナルド・アーウィン・マクニア博士の名を冠したドクター・ロナルド・E・マクニア・アカデミック高校（Dr. Ronald E. McNair Academic High School）はジャージーシティ最新鋭の高校で、ニュージャージー・マンスリー誌では州内316校で最も優秀な高校であると評された。2007年のニューズウィーク誌では、全米の優秀な公立高校のリストで第27位であった。同校の卒業生の99%以上は大学に進学し、全米トップクラスの大学に進学する者も少なくない。
このほか、ジャージーシティには私立の学校もいくつか存在する。1872年創立の大学進学準備校、セント・ピーターズ準備高校（St. Peter's Preparatory High School）は、ニュージャージー州内唯一のイエズス会系高校である。

## 交通

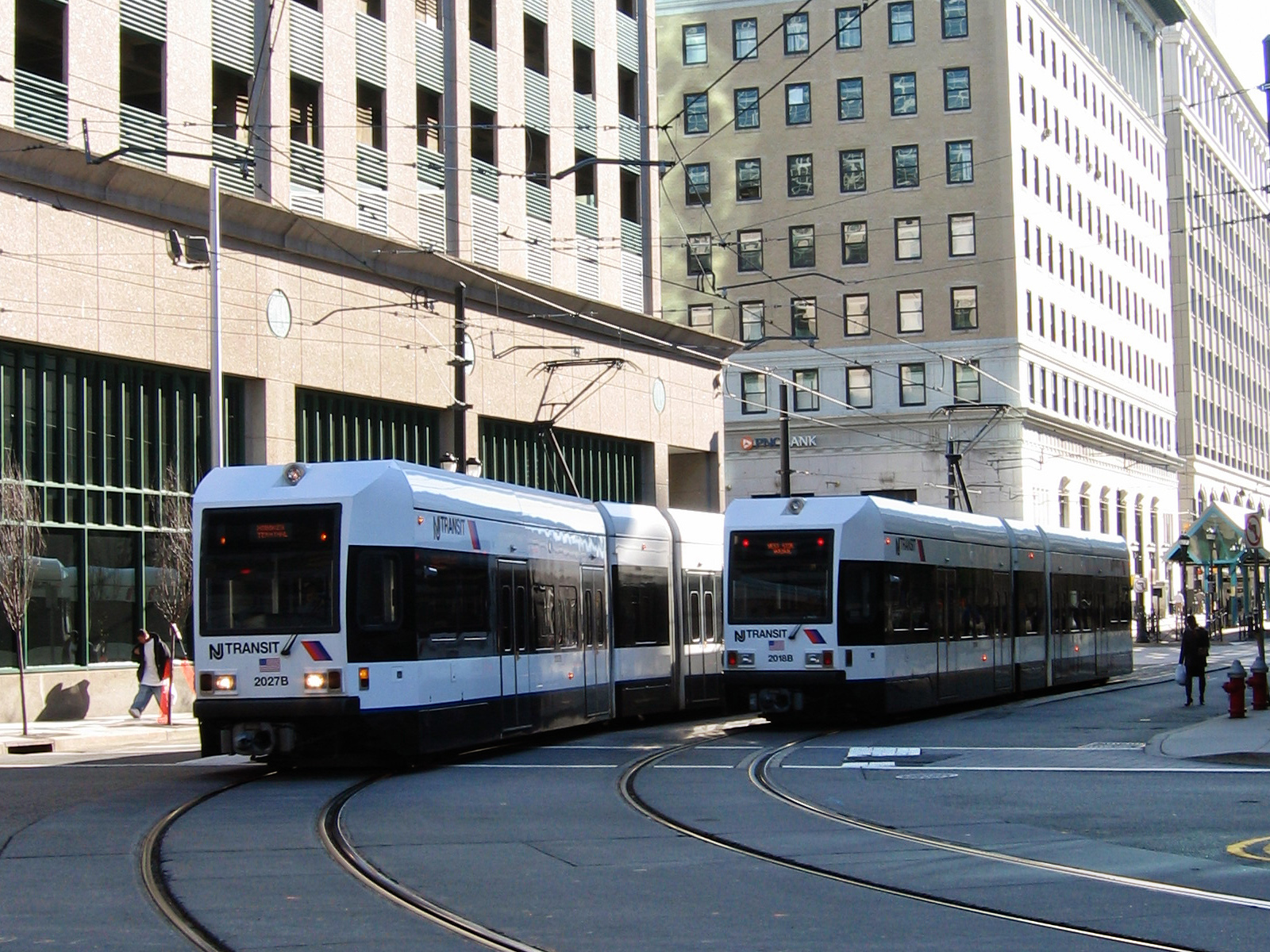
エクスチェンジ・プレイス付近のライトレール

アメリカ合衆国は全般的に「車社会」と言われ、ほとんどの地域では自動車が主な交通手段であるが、ジャージーシティは例外であると言える。ジャージーシティに住む通勤者のうち8.17%は徒歩で通勤し、40.26%は公共交通機関を用いている。この40.26%という数値は、全米の人口100,000人以上の都市の中ではニューヨークに次いで高いものである。
ニューヨーク・ニュージャージー港湾公社が運営する通勤電車、パストレインはニューアークのペンシルベニア駅およびホーボーケン駅を起点とし、ジャージーシティを通り、ハドソン川をくぐってニューヨークのワールド・トレード・センター跡地および33丁目に通じている。ジャージーシティの市内には4駅を有している。一方、ハドソン川を渡らない南北方向には地上のハドソン-バーゲン・ライトレールが走っている。こちらはジャージーシティの市内に13駅を有している。
パストレインの駅があるジャーナル・スクエア交通センターやエクスチェンジ・プレイス、ホーボーケン・ターミナルはジャージーシティの市内、ハドソン郡、および周辺地域を縦横にカバーする路線バス網のハブでもある。路線バスの一部の便はマンハッタンの42丁目にあるポート・オーソリティ・ターミナルやニューアークにも通じている。
ジャージーシティとニューヨークとはハドソン川の下をくぐるホランド・トンネルでも結ばれている。1920年から7年の歳月を費やして開通したこのトンネルはニューヨーク・ニュージャージー港湾公社が管理している。このトンネルの長さは西行2,608m、東行2,551mである。このトンネルを通行する自動車の数は1日約93,000台、年間約3,400万台に達する（ニューヨーク・ニュージャージー港湾公社調べ、2005年）。1993年には国の歴史的ランドマークに指定された。
ハドソン川のフェリーも重要な交通手段である。ニューヨーク・ウォーターウェイ社は、ジャージーシティのニューポート地区をはじめとするニュージャージー側の数ヶ所とマンハッタンのワールドフィナンシャルセンター、イースト川第11埠頭（ウォール街）、および39丁目の3ヶ所を結ぶフェリーを運航している。また、ジャージーシティのリバティ州立公園とエリス島、リバティ島を結ぶサークル・ライン社のフェリーもあり、こちらは観光用としての需要が高い。

## 人口動態
ジャージーシティは民族の多様性に富んだ都市である。同市の人口構成における非ヒスパニック系白人・アフリカン・アメリカン・ラテン系の比率はほぼ等しい。アラブ系住民・ムスリムの比率が全米で最も高い部類に入り、アジア系の住民も多い。また、南西部の諸都市以外ではヒスパニック系住民の占める割合が最も高い部類に入る。また、ユダヤ系、イタリア系、キューバ系、フィリピン系、ポーランド系、アイルランド系の住民の割合も全米のほとんどの都市より高い。

### 統計データ
| ジャージーシティ 年代ごとの人口推移 |           |
| 1840年                              | 3,072人   |
| 1850年                              | 6,856人   |
| 1860年                              | 29,226人  |
| 1870年                              | 82,546人  |
| 1880年                              | 120,722人 |
| 1890年                              | 163,003人 |
| 1900年                              | 206,433人 |
| 1910年                              | 267,779人 |
| 1920年                              | 298,103人 |
| 1930年                              | 316,715人 |
| 1940年                              | 301,173人 |
| 1950年                              | 299,017人 |
| 1960年                              | 276,101人 |
| 1970年                              | 260,545人 |
| 1980年                              | 223,532人 |
| 1990年                              | 228,537人 |
| 2000年                              | 240,055人 |
| 2010年                              | 247,597人 |
| 2020年                              | 292,499人 |

以下は2000年国勢調査による人口統計データである。
| 基礎データ - 人口: 240,055人 - 世帯数: 88,632世帯 - 家族数: 55,660家族 - 人口密度: 6,195.2人/km²（16,045.6人/mi²） - 住居数: 93,648軒 - 住居密度: 2,423.4軒/km²（6,278.3軒/mi²） 人種別人口構成 - 白人: 34.01% - アフリカン・アメリカン: 28.32% - ネイティブ・アメリカン: 0.45% - アジア人: 16.20% - 太平洋諸島系: 0.08% - その他の人種: 15.11% - 混血: 5.84% - ヒスパニック・ラテン系: 28.31% 年齢別人口構成 - 18歳未満: 24.7% - 18-24歳: 10.7% - 25-44歳: 35.1% - 45-64歳: 19.7% - 65歳以上: 9.8% - 年齢の中央値: 32歳 - 性比（女性100人あたり男性の人口） - 総人口: 95.3 - 18歳以上: 92.6 | 世帯と家族（対世帯数） - 18歳未満の子供がいる: 31.1% - 結婚・同居している夫婦: 36.4% - 未婚・離婚・死別女性が世帯主: 20.2% - 非家族世帯: 37.2% - 単身世帯: 29.2% - 65歳以上の老人1人暮らし: 8.2% - 平均構成人数 - 世帯: 2.67人 - 家族: 3.37人 収入と家計 - 収入の中央値 - 世帯: 37,862米ドル - 家族: 41,639米ドル - 性別 - 男性: 35,119米ドル - 女性: 30,494米ドル - 人口1人あたり収入: 19,410米ドル - 貧困線以下 - 対人口: 18.6% - 対家族数: 16.4% - 18歳未満: 27.0% - 65歳以上: 17.5% |

## 姉妹都市
ジャージーシティは以下5都市と姉妹都市提携を結んでいる。
アメリカ合衆国内
- ウィーホーケン（ニュージャージー州）
- チェリーヒル（ニュージャージー州）

アメリカ合衆国外
- オビエド（スペイン）
- リスボン（ポルトガル）
- アフマダーバード（インド）